# حفل توزيع جوائز الأوسكار السادس والتسعون
حفل توزيع جوائز الأوسكار السادس والتسعون هو الحفل السادس والتسعون لجوائز الأوسكار التي تنظمها أكاديمية فنون وعلوم الصور المتحركة لِتَكريم أفضل الأفلام المعروضة في عام 2023، أقيم الحفل في 10 آذار/مارس 2024 في مسرح دولبي في هوليوود لوس أنجلوس. خلال الحفل قدمت الأكاديمية جائزة الأوسكار في 23 فئة، وتم بث الحفل على العديد من القنوات التلفزيونية، وقدم حفل الأوسكار الممثل الكوميدي جيمي كيميل للمرة الرابعة له، بعد حفل توزيع جوائز الأوسكار التاسع والثمانون في عام 2017، وحفل توزيع جوائز الأوسكار التسعون في عام 2018، و حفل توزيع جوائز الأوسكار الخامس والتسعون عام 2023.
قبل إعلان الجوائز الرئيسية أقامت الأكاديمية حفلها السنوي الرابع عشر لجوائز المحافظين، والذي استضافه جون مولاييني، في قاعة Ray Dolby Ballroom في 9 يناير 2024 وقدمت جائزة الجائزة التقنية تم تقديم الأكاديمية والعلمية من قبل المضيفة ناتاشا ليون في 23 فبراير 2024، في متحف الأكاديمية للصور المتحركة في لوس أنجلوس.
أُعلن عن الترشيحات في 23 يناير 2024. وكان في المقدمة أوبنهايمر بـ 13 ترشيحًا، يليه كائنات مسكينة بـ 11 ترشيح وقتلة زهرة القمر بعشرة ترشيحات. فاز فيلم أوبنهايمر بسبع جوائز، من بينها جائزة الأوسكار لأفضل فيلم وأفضل مخرج وأفضل ممثل وأفضل ممثل مساعد. من بين الفائزين الرئيسيين الآخرين كائنات مسكينة بأربع جوائز.

## الجوائز والترشيحات
| أفضل فيلم | أفضل مخرج |
| --- | --- |

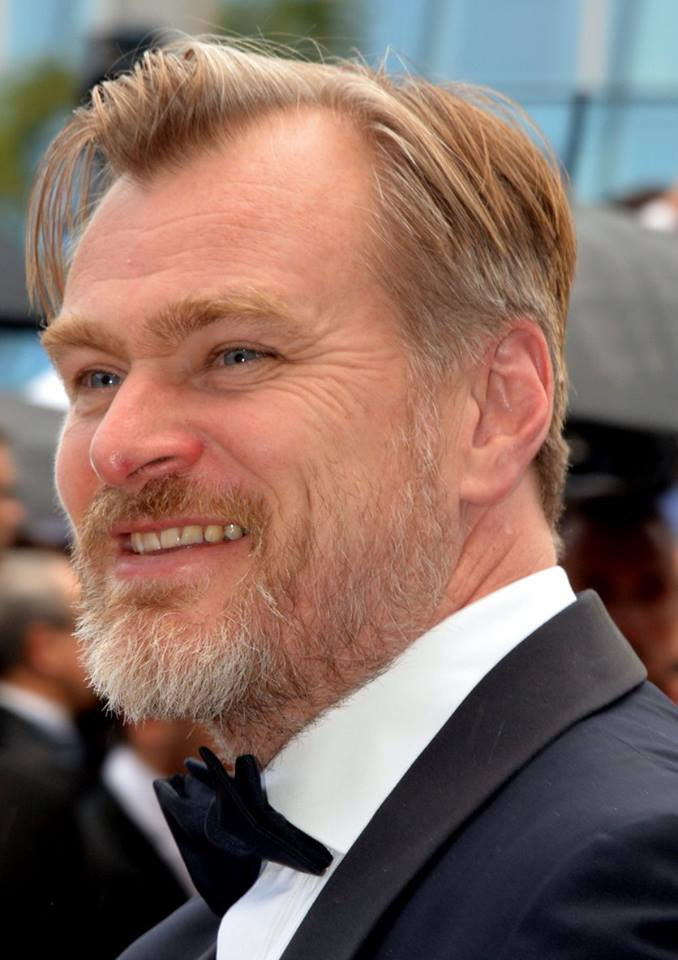
كريستوفر نولان، أفضل مخرج وضمن الفائزين بأفضل فيلم

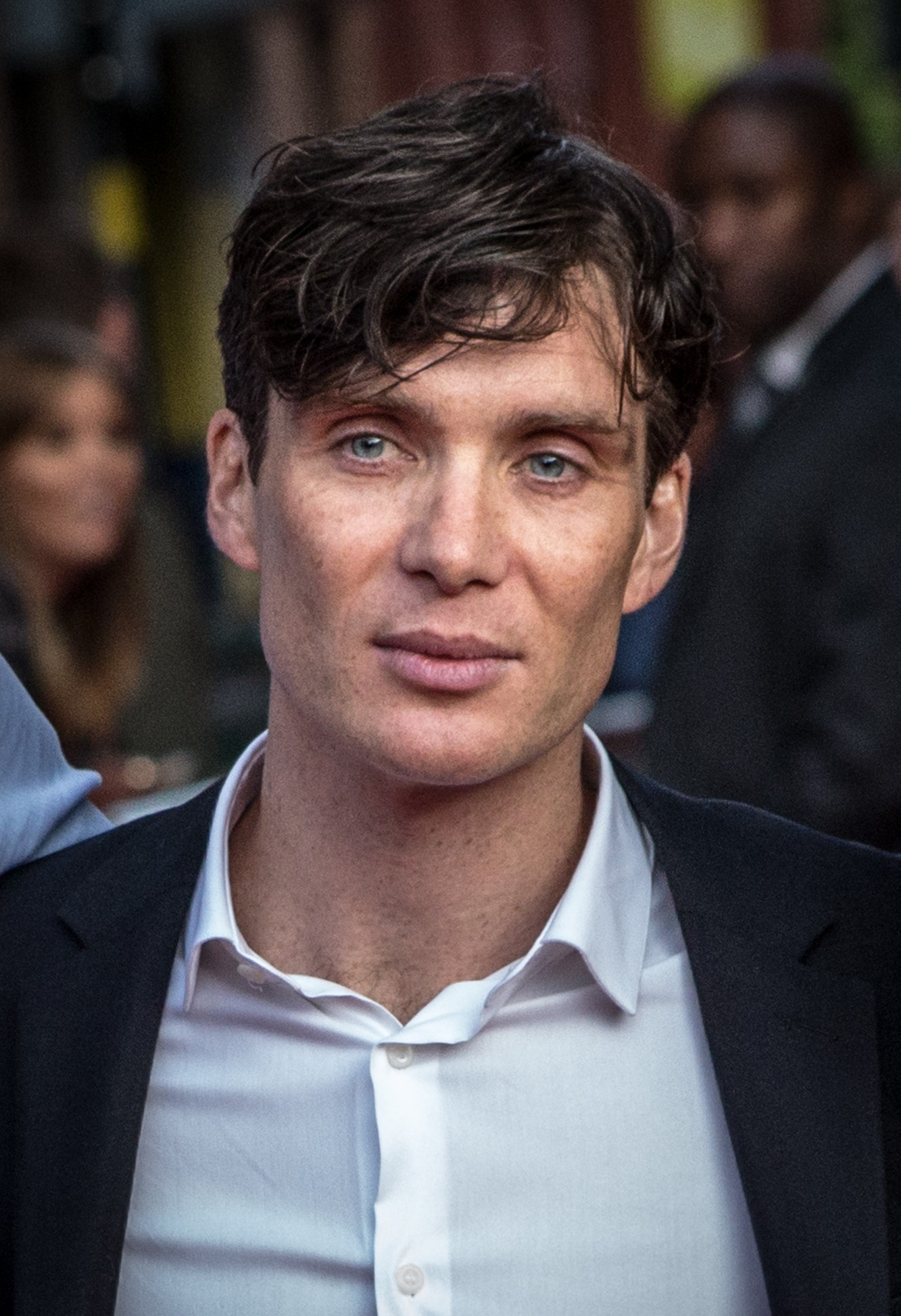
كيليان مورفي أفضل ممثل

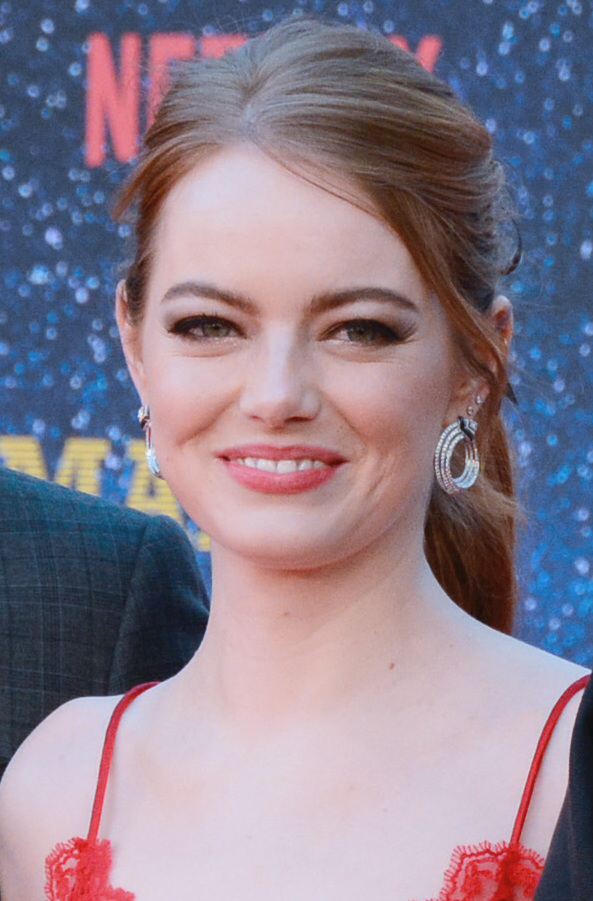
إيما ستون أفضل ممثلة

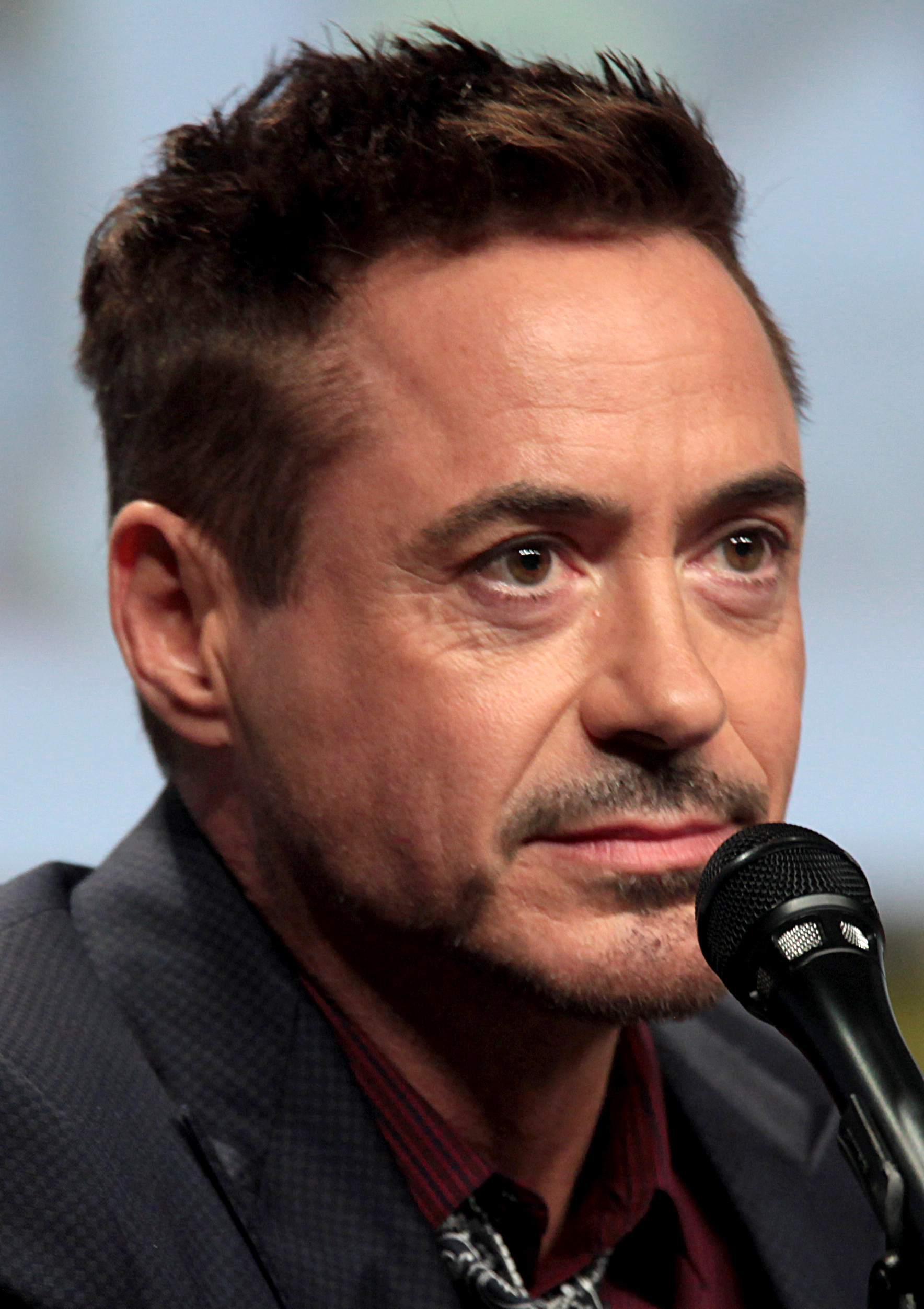
روبرت داوني جونيور أفضل ممثل مساعد

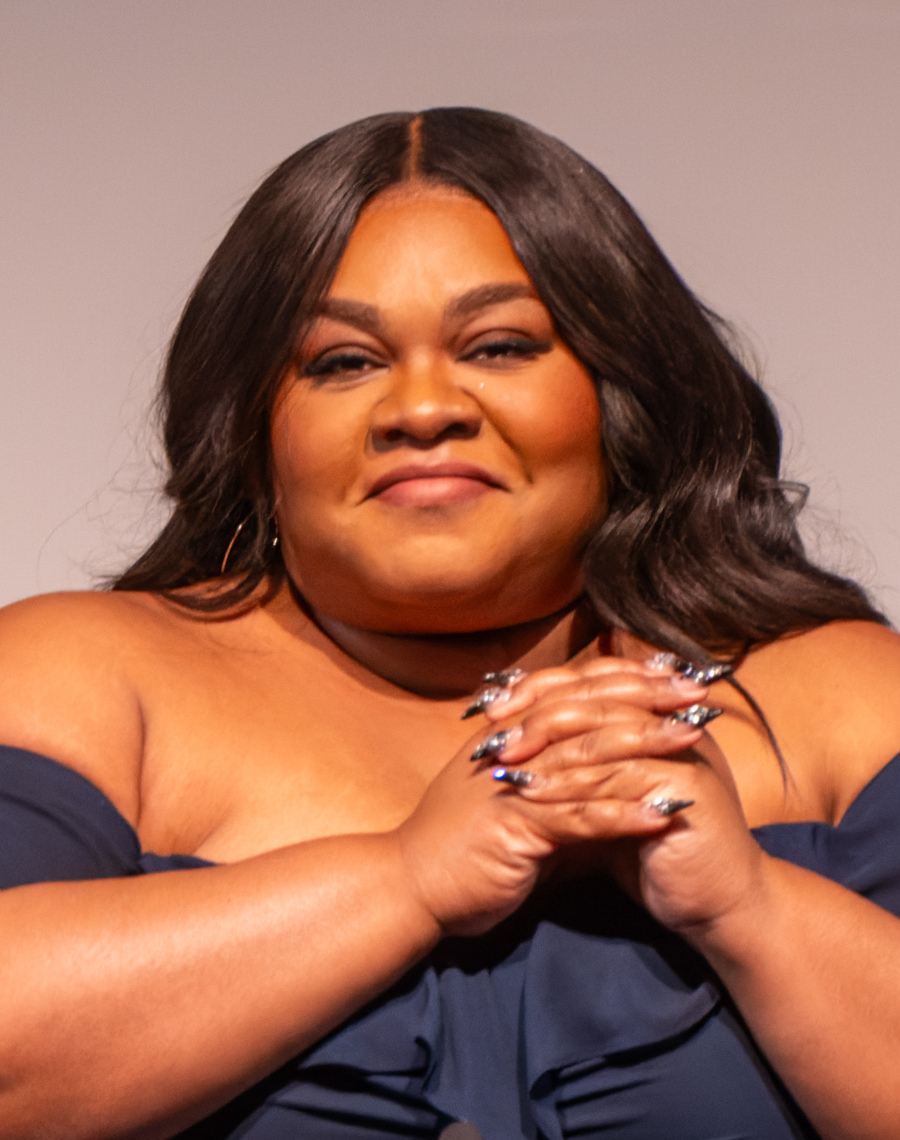
دافين جوي راندولف أفضل ممثلة مساعدة

| - أوبنهايمر - كائنات مسكينة - تشريح سقطة - باربي - قتلة زهرة القمر - مايسترو - American Fiction - حيوات سابقة - The Holdovers - The Zone of Interest | - كريستوفر نولان – أوبنهايمر - مارتن سكورسيزي – قتلة زهرة القمر - Yorgos Lanthimos – كائنات مسكينة - Justine Triet – تشريح سقطة - جوناثان غلازر – The Zone of Interest                          |
| أفضل ممثل | أفضل ممثلة |
| - كيليان مورفي - برادلي كوبر - كولمان دومينغو - بول جياماتي - جيفري رايت                                                                             | - إيما ستون - آنيت بنينغ - ليلي جلادستون - ساندرا هولر - كاري موليغان |
| أفضل ممثل مساعد | أفضل ممثلة مساعدة |
| - روبرت داوني جونيور - روبرت دي نيرو - رايان غوسلينغ - مارك رافالو - Sterling K. Brown                                                               | - دافين جوي راندولف - إيميلي بلنت - دانيال بروكس - أمريكا فيرارا - جودي فوستر |
| أفضل سيناريو أصلي | أفضل سيناريو مقتبس |
| - تشريح سقطة - مايسترو - The Holdovers - May December - حيوات سابقة                                                                                  | - American Fiction - باربي - أوبنهايمر - أشياء مسكينة - The Zone of Interest |
| أفضل فيلم رسوم متحركة | أفضل فيلم بلغة أجنبية |
| - كيف تعيش؟ - العناصر - Nimona - Robot Dreams - Spider-Man: Across the Spid                                                                          | - The Zone of Interest - أيام مثالية - Io capitano - مجتمع الثلج - The Teachers' Lounge |
| أفضل فيلم وثائقي | أفضل فيلم وثائقي قصير |
| - بوبي واين: رئيس الشعب - الذاكرة الخالدة - أربع بنات - لقتل نمر - 20 يومًا في ماريوبول                                                               | - أبجديات حظر الكتب - حلاق ليتل روك - الجزيرة الواقعة بينهما - آخر ورشة إصلاح - ناي ناي وواي بو                                                                                                 |
| أفضل فيلم حي قصير | أفضل فيلم رسوم متحركة قصير |
| - The After - Invincible - Knight of Fortune - Red, White and Blue - The Wonderful Story of Henry Sugar                                              | - Letter to a Pig - Ninety-Five Senses - Our Uniform - Pachyderme - War Is Over! Inspired by the Music of John and Yoko                                                                         |
| أفضل موسيقى تصويرية | أفضل أغنية أصلية |
| - El Conde - قتلة زهرة القمر - مايسترو - أوبنهايمر - أشياء مسكينة                                                                                    | - What Was I Made for — بيلي إيليش - The Fire Inside — بيكي جي - I’m Just Ken — رايان غوسلينغ - It Never Went Away — أمريكان سيمفوني - Wahzhazhe — (A Song For my People) — Killers of the Moon |
| أفضل مونتاج صوتي | أفضل خلط أصوات |
| | |
| أفضل تصميم إنتاج | أفضل تصوير سينمائي |
| | |
| أفضل مكياج وتصفيف شعر | أفضل تصميم أزياء |
| | |
| أفضل مونتاج | أفضل تأثيرات بصرية |
| | |

### جوائز المحافظين
أقامت الأكاديمية حفل توزيع جوائز المحافظين السنوي الرابع عشر في 9 يناير 2024، والذي استضافه جون مولاني، وتم خلاله تقديم الجوائز التالية:

#### جوائز الأكاديمية الفخرية
- أنجيلا باسيت[6]
- ميل بروكس[6]
- كارول ليتلتون  [لغات أخرى]‏[6]

#### جائزة جان هيرشولت الإنسانية
- ميشيل ساتر[6]

### أفلام حصلت على العديد من الترشيحات والجوائز
| الترشيحات | الفيلم                     |
| --------- | -------------------------- |
| 13        | أوبنهايمر                  |
| 11        | كائنات مسكينة              |
| 10        | قتلة زهرة القمر            |
| 8         | باربي                      |
| 7         | مايسترو                    |
| 5         | American Fiction ‏          |
| 5         | تشريح سقطة                 |
| 5         | المتبقيون (فيلم)           |
| 5         | منطقة الاهتمام (فيلم)      |
| 3         | نابليون                    |
| 2         | المنشأ                     |
| 2         | مهمة مستحيلة: الحساب الميت |
| 2         | Nyad                       |
| 2         | حيوات سابقة                |
| 2         | مجتمع الثلج                |

| Awards | Film                  |
| ------ | --------------------- |
| 7      | أوبنهايمر             |
| 4      | كائنات مسكينة         |
| 2      | منطقة الاهتمام (فيلم) |